# إسدراس الأول
إسدراس الأول أو عزرا الثالث (بالالمانية  Buch Esra 3)  سفر إسدراس الأول هو كتاب من الترجمة السبعينية اليونانية للكتب المقدسة العبرية. إلى حد كبير تلخيص لنصوص الكتاب المقدس الأخرى، ويعتبر قانونيًا في الأرثوذكسية الشرقية والمشرقية، ولكنه يعتبر ملفقًا من قبل اليهود والكاثوليك ومعظم البروتستانت الأسفار من إسدراس الأول إلى المكابيين الثالث معترف بها ككتاب مقدس قانوني ثاني من قبل الكنائس اليونانية والروسية الأرثوذكسية. لم يتم الاعتراف بهم من قبل الكنيسة الكاثوليكية الرومانية، ولكن تم وضع إسدراس الأول وصلاة منسى (مع إسدراس الثاني) في ملحق للنسخة اللاتينية للكتاب المقدس.

## المولف
الكنائس التي تعترف بسفر تقول ان عزرا هو الذي كتبه واما كنائس التي لا تعترف به يقوله ان مولفه شخص يهودي مصري.
قام كاتب يهودي في مصر بتجميعه حوالي عام 150 قبل الميلاد، إسدراس الأول هو في المقام الأول ترجمة إلى اليونانية للنصوص العبرية القديمة، مضيفًا بعض المواد الجديدة وأحيانًا تحديث النص القديم. وقد تم تضمينها في مجموعة الكتب المقدسة اليهودية المعروفة باسم السبعينية، والتي تم إنشاؤها في الإسكندرية، مصر، وتم تداولها على نطاق واسع بين يهود الشتات. ولكن، بعد دمار هيكل اورشليم سنة ٧٠ بم، رفضت السلطات الحاخامية الترجمة السبعينية. وهكذا، تم استبعاد إسدراس الأول والأعمال الأخرى في الأبوكريفا من قائمة الكتب المقدسة اليهودية. ومع ذلك، بما أن المسيحيين المتعلمين يعرفون اللغة اليونانية عمومًا ويستخدمون الترجمة السبعينية، فقد أصبحت هذه اللغة أساسًا لتحديد الكتب التي تنتمي إلى النسخة المسيحية من "العهد القديم"

## محتوه
غالبية محتوى إسدراس الأول يتشابه بشكل وثيق مع أسفار عزرا ونحميا وأخبار الأيام الثاني. ومع ذلك، فهو يغير ترتيب بعض الأقسام، ويحدث النص ليناسب وجهات النظر اللاهوتية للكاتب، ويضيف بعض المواد الجديدة المهمة أيضًا، خاصة في الفصول 3-5.

## إسدراس الأول في الكتاب المقدس
كما ان سفر عزرا الثالث وسفر عزرا الرابع وسفر أخنوخ يميل إلى قبولها من بين هذه الكنائس الأسقفية الإنجليكانية والكنيسة البروتستانتية الألمانية، تتمة سفر استير.

## وصلات خارجية
- عزرا
- إسدراس الثاني
- صلاة منسى